# 戈登·乔利
戈登·乔利（英語：Gordon Jolly，1913年5月25日—1986年10月26日），新西兰男子草地滚球运动员。他曾代表新西兰参加1970年和1974年英联邦运动会草地滚球比赛，其中1974年英联邦运动会获得一枚金牌。